# جبل كوراب
جبل كوراب ((بالإنجليزية: Mount Korab)‏، (بالألبانية: Maja e Korabit)، (بالمقدونية: Голем Кораб))، هو أعلى قمة في سلسلة جبال تحمل نفس الاسم، ورابع أعلى قمة جبلية في إقليم البلقان، حيث يبلغ ارتفاع الجبل 2764 متر (9,068 قدم).
تعد قمة سلسلة جبال كوراب الواقعة على الحدود الألبانية المقدونية، أعلى قمة في ألبانيا وجمهورية مقدونيا الشمالية في نفس الوقت.
يقع جبل كوراب في منتزه كوراب كوريتنيك الوطني، ويشتهر بتواجد أنواع غنية من الأشجار كالصنوبر البوسني والزان الأوروبي وأشجار النغت. يقع الجبل بمحاذاة جبال شار، وهو من مكونات الشعار الوطني لمقدونيا.

## جغرافيا
تمتد سلسلة جبال كوراب أكثر من 40 كيلومترًا (25 ميلًا) في اتجاه الشمال والجنوب بين القسم السفلي من نهر بلاك درين وروافده راديكا. تقع حول المثلث الحدودي بين ألبانيا ومقدونيا الشمالية وكوسوفو، جنوب غرب جبال شار.

## وصلات خارجية
- Korab, Albania and Macedonia
- Mount Korab on SummitPost
- Korab climb on YouTube